# Hail Mary
Singles de 2Pac/Makaveli
To Live & Die in L.A.
(1997) Wanted Dead or Alive
(1997)
Pistes de The Don Killuminati: The 7 Day Theory
Intro/Bomb First (My Second Reply) Toss It Up
Hail Mary est une chanson de Tupac Shakur, sous son nom de scène Makaveli, extraite de l'album The Don Killuminati: The 7 Day Theory, et publiée en single le 11 février 1997.
2Pac aurait composé cette chanson en seulement 30 minutes.

## Clip
Le clip de Hail Mary a été réalisé par Frank Sacramento.

## Remixeset reprises
Snoop Dogg et Dr. Dre l'ont interprétée lors de la tournée Up in Smoke Tour en 2000 en hommage à 2Pac, alors que le public chantait le refrain.
Nina Hagen a repris une partie du refrain de Hail Mary dans sa chanson Return of the Mother extraite de l'album éponyme (2000).
En 2001, on retrouve cette chanson dans la bande son du film Baby Boy dans lequel 2Pac devait jouer le rôle du personnage principal, Jody. 2Pac ayant été assassiné, John Singleton a confié ce rôle à Tyrese Gibson. On entend Hail Mary lors d'une scène dans laquelle Jody rêve d'être abattu par la police ou d'être emprisonné et de recevoir la visite de sa petite amie et de son fils. Un portrait de 2Pac est d'ailleurs peint sur un mur de la chambre du héros.
Toujours en 2001, Ja Rule a réécrit la chanson de 2Pac intitulée Pain pour les besoins du film Gangball, les règles de Harlem (Above the Rim) en la renommant So Much Pain et en conservant l'intégralité du deuxième couplet de la chanson originale. De nombreux artistes, en particulier ses rivaux, s'en prirent à lui en l'accusant d'avoir essayé d'imiter 2Pac. Aussi en 2003, 50 Cent, Eminem et Busta Rhymes firent un remix de Hail Mary en réécrivant les paroles et en attaquant Ja Rule pour avoir « copié » 2Pac.
En 2010 J. Cole a intégré la refrain de Hail Mary dans Enchanted, un morceau extrait de la mixtape Friday Night Lights.
Lors de l'émission MTV Unplugged du 12 juin 2011, Lil Wayne a interprété le second couplet de Hail Mary en expliquant qu'il avait choisi cette chanson car il pensait qu'elle traduisait bien ce qu'il avait ressenti lorsqu'il était en prison. Lil Wayne a également utilisé le premier vers de Hail Mary (I ain't a killer, but don't push me) comme introduction de son morceau intitulé Right Above It.
Le rappeur Rohff a repris l'intonation du refrain dans sa chanson « Le Son de la Hagra » sortie en 2004 dans son album La fierté des nôtres.